# Ralf Dörper

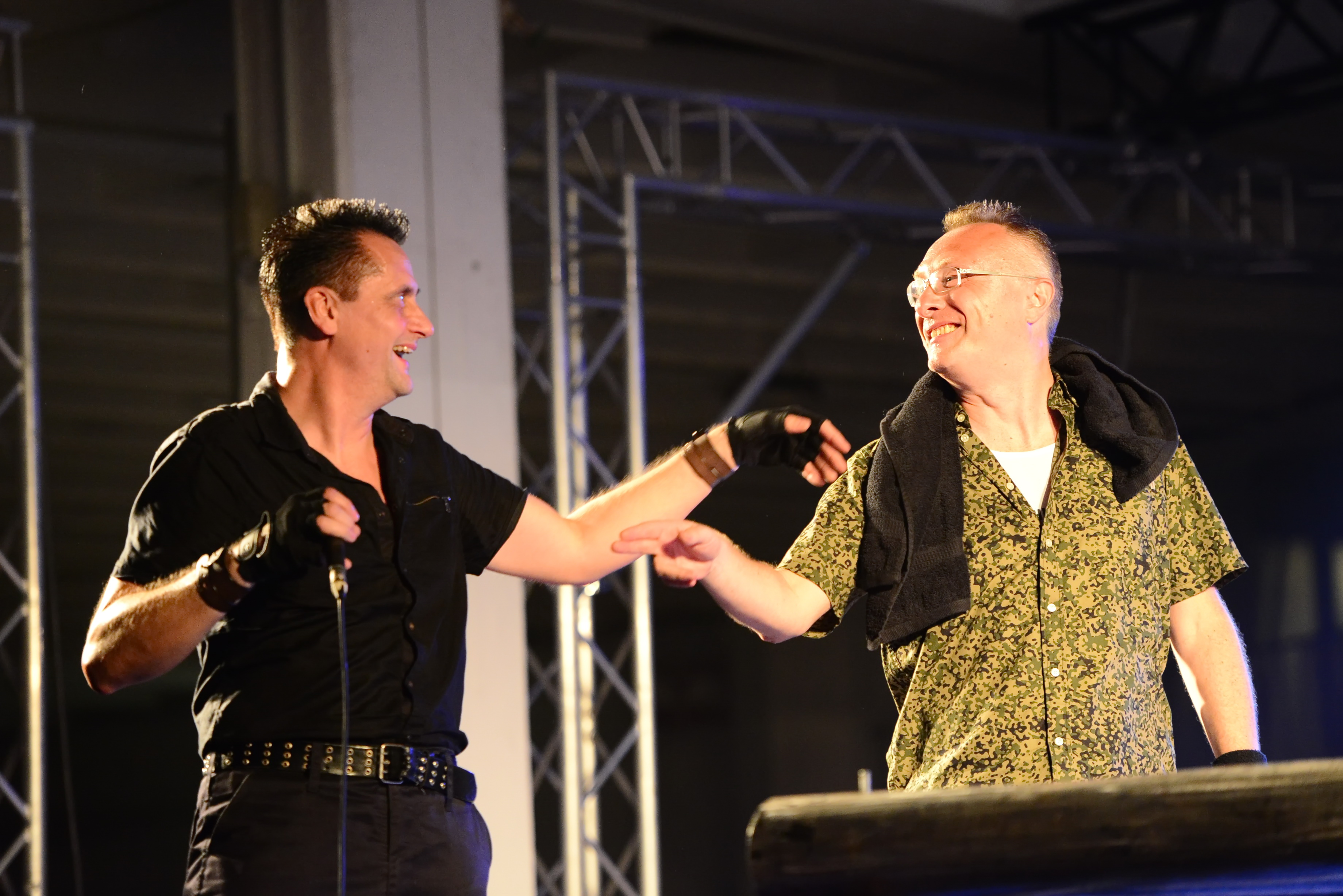
Ralf Dörper (rechts) mit Jürgen Engler bei einem Auftritt Die Krupps (2014)

Ralf Dörper (* 11. Januar 1960 in Düsseldorf) ist ein deutscher Elektronik-Musiker, der erstmals im Rahmen der Düsseldorfer Punkbewegung in Erscheinung trat.

## Leben und Wirken
Seine erste Veröffentlichung hatte Dörper mit der Avantgarde-Band S.Y.P.H., danach folgte mit der experimentellen Single „Eraserhead/Assault“ auf dem lokalen Label Rondo eine Hommage an die Filme bzw. Soundtracks von David Lynch und John Carpenter.
Dörper erfuhr hohe internationale Resonanz, nachdem der britische DJ John Peel diese Platte im BBC spielte. Zudem wurde sie in der britischen Musikzeitung New Musical Express zur „Single of the Week“ ernannt. Auch Dörpers Veröffentlichungen mit der Band Die Krupps aus den Jahren 1980/81 (Stahlwerksinfonie/Wahre Arbeit, wahrer Lohn) wurden in den britischen Musikgazetten hochgelobt; sie gelten als einer der Wegbereiter der Electronic Body Music.
Nach Verlassen der Krupps im Jahr 1982 wechselte Dörper den Stil radikal und gründete die elektronische Popband Propaganda, die neben Scorpions, Nena und Kraftwerk zur weltweit erfolgreichsten deutschen Popband der 1980er-Jahre avancierte. Die Hits wie Dr. Mabuse, Duel, P-Machinery und das Album A Secret Wish (1985) wurden in mehreren Ländern für ihre Verkaufszahlen ausgezeichnet.
Ein Rechtsstreit mit der Plattenfirma ZTT sowie bandinterne Umbesetzungen führen zu einer unfreiwilligen fast dreijährigen Schaffenspause, während der Dörper sich als Texter für andere Künstler probierte. Bereits während der Arbeit am Propaganda-Album „1234“ (1989) verfolgte er unterschiedliche Nebenprojekte. Zusammen mit Andreas Thein veröffentlichte er den Acid-Clubtrack „Dr. Acid & Mr. House“. Die von ihm produzierte Krupps-Nitzer-Ebb-Kooperation „Machineries of Joy“ führte zur Wiederbelebung der Krupps. Ebenfalls veröffentlichte er eine Cover-Version des Kraftwerk-Klassikers „Ruckzuck“. Auf dieser unter dem Namen Technocrat veröffentlichten Version versammelte Dörper zudem Remixer aus dem Umfeld der „Intelligent Techno“ des britischen Label Warp Records, wie etwa Richard H. Kirk von Cabaret Voltaire und Sweet Exorcist.
Zwischen 1989 und 1997 widmete sich Dörper wieder gemeinsam mit Jürgen Engler dem Projekt Die Krupps. In dieser Zeit erschienen fünf neue Alben und die Band spielte mehr als 200 Konzerte in ganz Europa und Nordamerika. Seit 2004 und 2005 nahm er zudem an verschiedenen Reunion-Konzerten der Krupps und Propaganda teil. 2006 begingen Die Krupps ihr 25-jähriges Jubiläum mit einer Tour sowie diversen Auftritten auf europäischen Festivals. Das 30-jährige Bühnenjubiläum begingen Die Krupps 2011 mit einer DoubleHeadliner Tour zusammen mit Nitzer Ebb.
Dörper arbeitete neben seiner Karriere als Musiker in der Finanzbranche und war Analyst bei der damaligen WestLB. In der britischen Financial Times wurde Ralf Dörper bei den 2008 Best Brokerage Awards als Europas No. 1 Stock Picker in seinem Sektor ausgezeichnet.

## Trivia
Die Ärzte widmeten ihm 1995 auf ihrem Album „Planet Punk“ im Lied „Meine Ex(plodierte) Freundin“ eine Textzeile („Sie hatte einen süßen Körper, so wie der eine von den Krupps, wie hieß er noch? - Dörper!“). Seinen Nachnamen sprach Dörper hierbei persönlich auf Band.